# Biatlo nos Jogos Olímpicos de Inverno de 2006 - Largada coletiva masculina
A competição de largada coletiva masculina do biatlo nos Jogos Olímpicos de Inverno de 2006 aconteceu no dia 25 de fevereiro.

## Medalhistas
| Ouro   | GER Michael Greis         |
| Prata  | POL Tomasz Sikora         |
| Bronze | NOR Ole Einar Bjoerndalen |

## Resultados
| #  | Biatleta                    | Tempo   | Pen.        | Dif.    | Nº |
| -- | --------------------------- | ------- | ----------- | ------- | -- |
|    | GER Michael Greis           | 47:20.0 | 1 (0+0+1+0) |         | 1  |
|    | POL Tomasz Sikora           | 47:26.3 | 1 (0+0+0+1) | +6.3s   | 12 |
|    | NOR Ole Einar Bjoerndalen   | 47:32.3 | 3 (0+0+1+2) | +12.3s  | 4  |
| 4  | FIN Paavo Puurunen          | 47:43.7 | 0 (0+0+0+0) | +23.7s  | 27 |
| 5  | RUS Sergei Tchepikov        | 47:59.1 | 0 (0+0+0+0) | +39.1s  | 11 |
| 6  | NOR Emil Hegle Svendsen     | 48:13.8 | 2 (0+1+0+1) | +53.8s  | 18 |
| 7  | NOR Halvard Hanevold        | 48:14.9 | 3 (1+0+1+1) | +54.9s  | 5  |
| 8  | GER Alexander Wolf          | 48:15.3 | 2 (0+0+1+1) | +55.3s  | 10 |
| 9  | AUT Christoph Sumann        | 48:17.4 | 2 (1+0+0+1) | +57.4s  | 15 |
| 10 | GER Michael Roesch          | 48:19.9 | 3 (1+0+1+1) | +59.9s  | 8  |
| 11 | FRA Vincent Defrasne        | 48:20.7 | 4 (0+1+1+2) | +1:00.7 | 3  |
| 12 | FRA Raphael Poiree          | 48:24.9 | 2 (1+1+0+0) | +1:04.9 | 7  |
| 13 | USA Jay Hakkinen            | 48:29.6 | 1 (0+0+1+0) | +1:09.6 | 29 |
| 14 | SWE Mattias Jr. Nilsson     | 48:37.7 | 1 (1+0+0+0) | +1:17.7 | 25 |
| 15 | RUS Maxim Tchoudov          | 48:40.2 | 4 (1+0+1+2) | +1:20.2 | 9  |
| 16 | FRA Julien Robert           | 48:51.8 | 2 (0+1+1+0) | +1:31.8 | 16 |
| 17 | GER Sven Fischer            | 48:53.7 | 2 (0+1+0+1) | +1:33.7 | 2  |
| 18 | SWE Bjorn Ferry             | 48:56.4 | 2 (0+1+1+0) | +1:36.4 | 17 |
| 19 | NOR Frode Andresen          | 49:03.6 | 6 (0+2+2+2) | +1:43.6 | 6  |
| 20 | RUS Sergei Rozhkov          | 49:09.7 | 2 (0+0+1+1) | +1:49.7 | 20 |
| 21 | RUS Nikolay Kruglov         | 49:20.1 | 2 (1+0+1+0) | +2:00.1 | 14 |
| 22 | CZE Zdenek Vitek            | 49:21.3 | 2 (0+0+1+1) | +2:01.3 | 24 |
| 23 | CZE Roman Dostal            | 49:29.9 | 4 (0+0+2+2) | +2:09.9 | 21 |
| 24 | ITA Wilfried Pallhuber      | 49:41.5 | 2 (2+0+0+0) | +2:21.5 | 23 |
| 25 | ITA Rene Laurent Vuillermoz | 49:53.1 | 4 (2+0+1+1) | +2:33.1 | 28 |
| 26 | ITA Christian De Lorenzi    | 49:59.6 | 4 (2+1+0+1) | +2:39.6 | 22 |
| 27 | SVK Marek Matiasko          | 50:11.1 | 3 (0+0+1+2) | +2:51.1 | 26 |
| 28 | LAT Ilmars Bricis           | 50:27.6 | 3 (0+0+1+2) | +3:07.6 | 13 |
| 29 | SWE Carl Johan Bergman      | 50:54.4 | 4 (2+1+0+1) | +3:34.4 | 19 |
| 30 | JPN Kyoji Suga              | 52:01.6 | 5 (1+0+3+1) | +4:41.6 | 30 |

Legenda
| Recorde mundial      | Recorde mundial (World record)               |                       | Recorde africano                      | Recorde africano (African) |                                           | Q | Classificado por posição (Qualified) |
| Recorde olímpico     | Recorde olímpico (Olympic record)            | Recorde da América    | Recorde da América (Americas)         | q                          | Classificado por melhor tempo (Qualified) |   |                                      |
| Melhor marca do ano  | Melhor marca do ano (World leading)          | Recorde asiático      | Recorde asiático (Asian)              | DNS                        | Não largou (Did not start)                |   |                                      |
| Recorde nacional     | Recorde nacional (National record)           | Recorde europeu       | Recorde europeu (European)            | DNF                        | Não terminou (Did not finish)             |   |                                      |
| Recorde pessoal      | Recorde pessoal do atleta (Personal best)    | Recorde da Oceania    | Recorde da Oceania (Oceania)          | DSQ / DQ                   | Desclassificado (Disqualified)            |   |                                      |
| Recorde da temporada | Recorde da temporada do atleta (Season best) | Recorde sul-americano | Recorde sul-americano (South America) | NM                         | Sem marca (No mark)                       |   |                                      |